# Problemskak
Problemskak er en speciel kategori inden for skak, hvor man komponerer skakopgaver vha. et skakbræt og brikker. Den enkelte opgave kaldes et skakproblem. Problemskakken har sin egen komité under verdensskakforbundet FIDE, Permanent Commission for Chess Composition (PCCC).
En typisk opgave består af et diagram med skakbrikker og en tekst der angiver, den opgave, der skal løses, f.eks. "Hvid trækker og sætter mat i to træk", hvor løsningen skal være entydig, så der kun er et korrekt første træk, der er i stand til at imødegå alle svar fra modstanderen. Der er en hel del jargon involveret i problemskak – se problemskak (terminologi).
Skakproblemer kan ikke defineres entydigt, da der ikke er en klar grænse mellem de egentlige kompositioner og taktiske øvelser eller andre skakopgaver. Men for alle skakproblemer gælder en række regler, hvor de skal opfylde – om ikke alle – så mange af dem:
1. Problemet skal være "komponeret", dvs. at stillingen ikke stammer fra et egentligt parti. I den ortodokse problemskak skal stillingen på brættet kunne opstå lovligt ved et almindeligt spil skak, men vil sjældent ligne noget fra et parti.
2. Der skal være et specifikt mål, f.eks. mat i et bestemt antal træk.
3. Der skal være et eller flere temaer, som skakproblemet er lavet for at illustrere.
4. Kompositionen skal være "økonomisk". Dvs., at man ikke indsætter overflydige brikker ift. problemets løsning (hvilket bl.a. sikrer, at der er en entydig løsning).
5. Problemet skal have en "æstetisk" værdi. En af grundene til at et skakproblem kaldes en komposition er, at de har en form for skønhed. Oplevelsen af skønhed hænger tæt sammen med de temaer, der er et i problem, og økonomien.

I skakspalter i aviser o.l. finder man ofte diagrammer fra et konkret parti, hvor læseren kan analysere stillingen og finde det stærkeste træk. Denne type skakopgaver adskiller sig fra skakproblemer på de fleste ovenstående punkter.